# 14 del Cotxer
14 del Cotxer (14 Aurigae) és un sistema estel·lar an la constel·lació del Cotxer de magnitud aparent mitjana +5,01. S'hi troba a 268 anys llum del sistema solar.
L'estel primari del sistema, 14 Aurigae A, és una Estrella subgegant blanca de tipus A9IV. Amb una temperatura efectiva de 7.670 K, brilla amb una lluminositat 59 vegades major que la lluminositat solar. El seu radi és 4,4 vegades més gran que el radi solar i gira sobre si mateixa amb una velocitat de rotació projectada de 27 km/s, cosa que implica un període de rotació inferior a 8 dies. Té una massa 2,4 vegades major que la massa solar. És una variable Delta Scuti —pel que és coneguda també amb la denominació de KW Aurigae— el període principal del qual és de 2,11 hores; la seva variació de lluentor és de 0,13 magnituds.
La subgegant té una companya espectroscòpica —la seva duplicitat és coneguda pel desplaçament Doppler de les seves línies espectrals— el període orbital de les quals és de 3,794 dies. Probablement és una nana taronja de baixa massa. La separació aproximada entre aquestes dues components és de 0,07 ua.
Visualment a 10 segons d'arc de 14 Aurigae s'hi pot observar un estel de magnitud aparent +11 (14 Aurigae B), si bé hom creu que aquest estel simplement coincideix en la mateixa línia de visió però no forma part del sistema.
No obstant això, un segon estel visualment a 14 segons d'arc de 14 Aurigae A, denominada 14 Aurigae Ca, ja està físicament relacionada amb ella. És, al mateix temps, una binària espectroscòpica amb un període orbital de 2,99 dies, on la component principal té tipus espectral F3V. Assumint que la companya quasi no contribueix a la lluminositat conjunta, l'estel F3V, amb una temperatura de 6.900 K, té un radi 1,9 vegades major que el radi solar i una lluminositat 7 vegades major que la del Sol. La separació entre els dos estels que formen 14 Aurigae Ca és de 0,05 ua.
Finalment, el telescopi espacial Hubble ha permès observar una font de llum ultraviolada a 2 segons d'arc de 14 Aurigae Ca. És una nana blanca calenta amb una temperatura de 42.000 K i amb una grandària comparable a la de la Terra. Denominada 14 Aurigae Cb, completaria una òrbita al voltant de 14 Aurigae Ca cada 1.600 anys —sent aquest un límit inferior. Així mateix, el subsistema 14 Aurigae Ca-Cb empraria més de 20.000 anys a completar una òrbita entorn de la brillant 14 Aurigae A.